# NGC 1512
إن جي سي 1512 مجرة حلزونية ضلعية على بعد يقدر بما يقرب من 38 مليون سنة ضوئية من الأرض  في إتجاة كوكبة الساعة . تعرض المجرة هيكل حلقة مزدوجة، مع حلقة واحدة حول نواة المجرة، وآخرى بعيدة خارج القرص الرئيسي
إن جي سي 1512 عضو في مجموعة أبو سيف المجرية.

## معرض صور

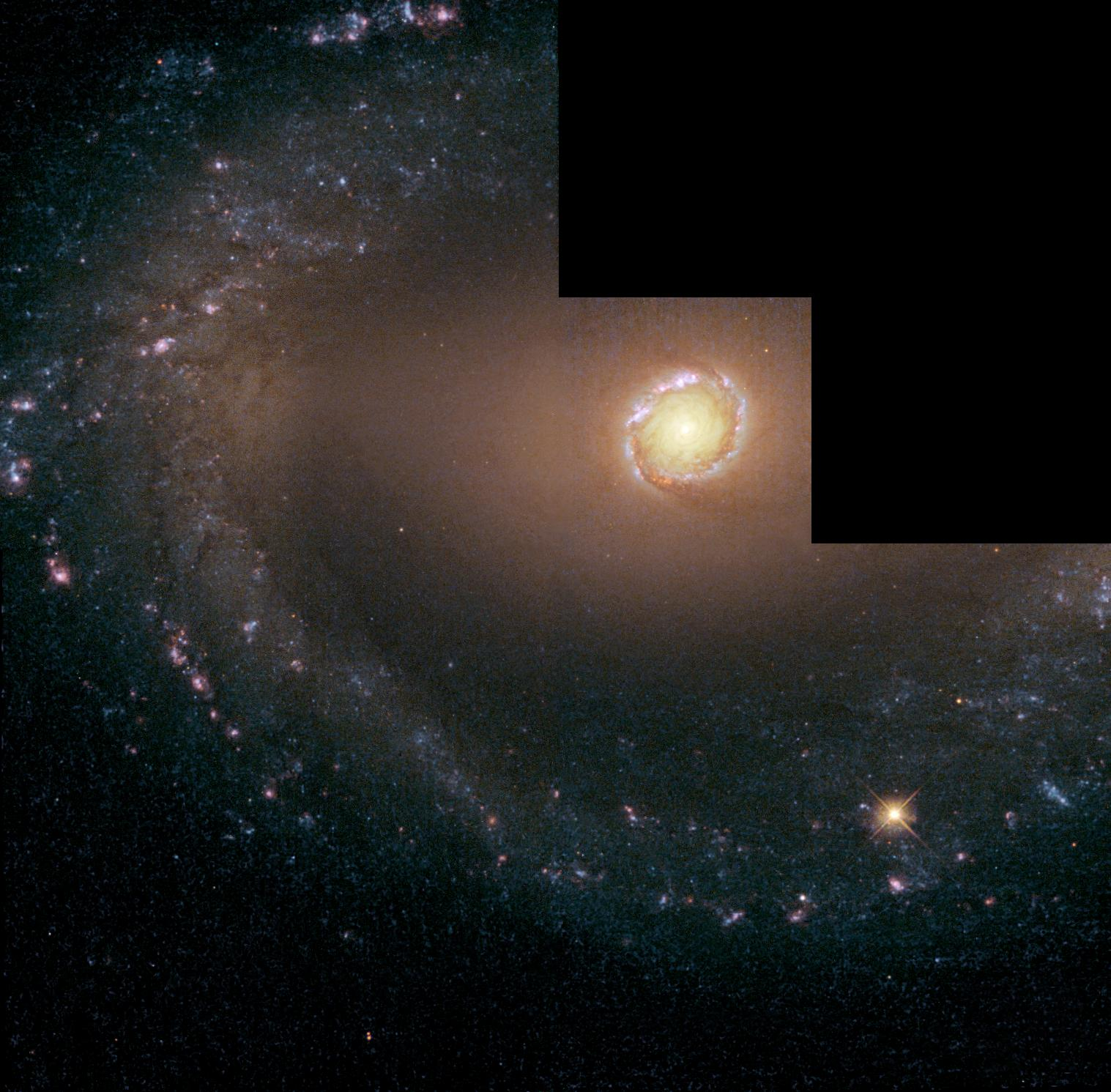
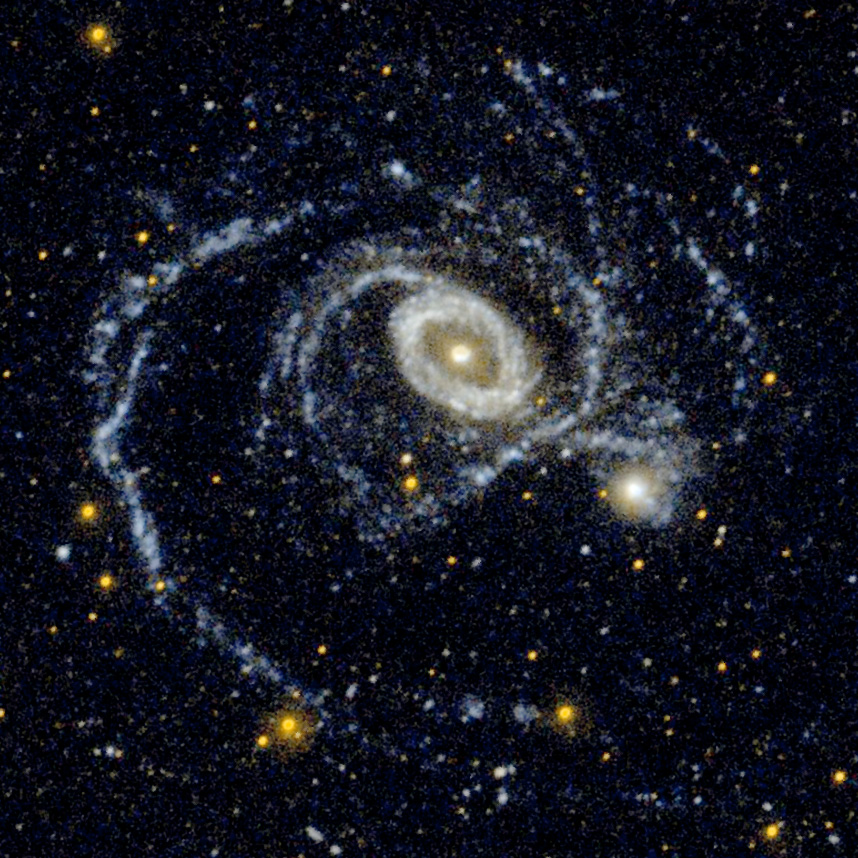

## وصلات خارجية
- Nemiroff، R.؛ Bonnell، J.، المحررون (6 يونيو 2001). "A Panchromatic View". صورة اليوم الفلكية. ناسا.
- SPACE.com: Baby Stars Clean House Quickly